# Fritz Pinkuss
Fritz Pinkuss (geboren am 13. Mai 1905 in Egeln bei Magdeburg; gestorben 1994 in São Paulo) war ein deutscher liberaler Rabbiner in Deutschland und Brasilien.

## Leben
Fritz Pinkuss war ein Sohn des Simon Pinkuss und der Frida Wolff. 
1928 wurde er in Würzburg mit einer Arbeit über Moses Mendelssohn zum Dr. phil. promoviert. 1930 absolvierte er das Rabbiner-Examen in Berlin. Ab 1930 war er Rabbiner in Heidelberg und Dozent an der Universität Heidelberg. Er heiratete 1934 die Kinderschwester Lotte Selma Sternfels, sie hatten einen Sohn. 1936 emigrierten sie nach Brasilien, wo er Oberrabbiner in São Paulo wurde. Seit 1945 war er Professor für Hebräische und Jüdische Wissenschaften an der dortigen Universität, wo er das Zentrum für Jüdische Studien gründete und leitete. 1972 erhielt er das Große Verdienstkreuz der Bundesrepublik Deutschland.

## Schriften (Auswahl)
- Israels Weg durch die Geschichte. 1945.
- Hebräische Grammatik. 1948.
- Tipos de Pensamento Judaico. 1975.